# Пушача
Пушача (на английски: The Smoking Man) е измислен персонаж и антагонистът в американския научнофантастичен сериал „Досиетата Х“. В единайсети сезон разкрива, че истинското му име е Карл Герхард Буш. Ролята се изпълнява от канадския актьор Уилям Б. Дейвис. В българския дублаж на първите шест сезона на БНТ, както и в пълнометражния филм, се озвучава от Илия Иванов. В дублажа на bTV се озвучава от Димитър Иванчев, от Стефан Димитриев в четвърти епизод от втори сезон, от Пенко Господинов в дублажа на bTV на филма и от Светломир Радев в дублажа на Андарта Студио на първия филм. В десети сезон се озвучава от Димитриев, а в единайсети – отново от Иванчев.